# Collection Bîjâpur
La collection Bijapur est une collection de manuscrits conservés principalement dans les collections du Bureau de l'Inde de la British Library. C'est un fond de manuscrits et de documents médiévaux d'origine indienne, nommé d'après la ville de Bijapur, au Deccan (Karnataka), d'où cette collection provient.  

## Histoire
Les manuscrits, en grande partie rédigés en arabe et certains en persan, faisaient à l'origine partie de la bibliothèque royale des sultans Adil Shahi de Bijapur, nombre de ces manuscrits portent encore les sceaux des dirigeants du sultanat de Bijapur.  À un moment donné de leur histoire, au moins depuis le milieu du XVIIe siècle, les manuscrits ont été transférés à l'Ashar Mahal ou Asar Mahal (ٱشار محل), un bâtiment situé au sein du complexe fortifié de Bijapur. Ce bâtiment abritait un collège et une école théologique (médersa) fondés par le sultan Mohammed Adil Shah (qui règne entre 1627 à 1656). L'Asar Mahal abritait également une relique de Mahomet, prophète de l'Islam, fonction qui explique son nom de « Palais du relique » en hindoustani et en persan, « Lieu du relique » en arabe.
En 1848, Bijapur, un territoire alors marathe, est annexé par les Britanniques, qui y trouvent la bibliothèque en périclitation, l'institution ne disposait alors plus de fonds pour son soutien. Le savant Charles d'Ochoa s'y rend entre 1841 et 1843 et en arrange les manuscrits, séparant « ceux conservés de ceux complètement détruits ». Par la suite, Henry Bartle Frere, le commissaire de la région, fait préparer un catalogue de la collection de Bijapur en ourdou par Hamīd al-din Ḥakīm, traduit en anglais par Claude Erskine. Après examen de ce catalogue par un certain John Wilson, assisté d'érudits locaux, il a été décidé que l'ensemble de la collection serait envoyé à la Cour des directeurs de la Compagnie des Indes orientales à Londres. Les manuscrits sont expédiés en 1853. 
Néanmoins la bibliothèque de Bîjâpur est actuellement divisée, ainsi des parties de la collection se trouvent à la bibliothèque Raza de Rampur, au musée Salar Jung à Hyderabad, à la Bibliothèque nationale de France à Paris, à Saint-Pétersbourg, au Musée d'art islamique de Doha et à la bibliothèque de l'Université de Saint Andrews en Écosse. Des ouvrages en langue marathe collectés par Charles d'Ochoa dans le Deccan sont également conservés à la Bibliothèque Nationale de France. 
Les parties de collection appartenant à l'India Office ont été cataloguées, avec d'autres manuscrits arabes de l'Inde, par Otto Loth (1844-1881) et publiées en 1877. Après un laps de temps considérable, le chercheur Saleemuddin Qureshi a fourni un résumé de la collection en 1980, mais aucune analyse approfondie n'a été entreprise jusqu'en 2016, lorsque Keelan Overton a examiné certaines des notations, sceaux et reliures. La British Library détient 451 manuscrits de la collection de Bîjâpur, dont 436 écrits en arabe et 17 en persan. 